# Icon Design
Icon Design è stata una rivista mensile italiana dedicata al design, all'architettura e all'arredamento edita da Arnoldo Mondadori Editore, vede la sua prima edizione nell'aprile del 2016. Viene pubblicata anche a livello internazionale dal maggio del 2017 in Spagna.
Dal gennaio 2019 è diretta da Annalisa Rosso.

## Storia
La rivista racconta il mondo del design, dell’architettura e dell’arredamento attraverso il punto di vista dei suoi protagonisti, ricercando il design più innovativo, negli oggetti, nelle case, nell’architettura, nella tecnologia, nei motori e nella moda.
Dopo un primo numero pubblicato nell'aprile del 2015, durante la settimana del design di Milano e seguito da un secondo numero uscito nell'ottobre del medesimo anno, il gruppo Mondadori Editore, decise di per l'anno successivo di programmare la pubblicazione di otto numeri, distribuiti nel periodo compreso tra marzo e dicembre.
Direttore dal 2015 al novembre 2018, Michele Lupi si affida per l'immagine al fashion designer David St John-James, a Davies Costacurta per la direzione creativa e a Marco Velardi come consulente creativo.
La dimensione internazionale è di particolare rilievo per la rivista e si esprime attraverso la collaborazione di fotografi e firme di fama internazionale, presentando inoltre, in ogni numero una traduzione in lingua inglese delle principali storie dei protagonisti.
Dal 2017 durante la settimana milanese del Design, alla Microsoft House si svolgono gli Icon Design Talks, una rassegna di appuntamenti, incontri e masterclass sul mondo del design.

### Spagna

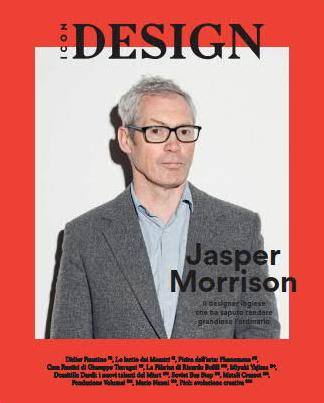
Copertina Icon Design del febbraio 2016 personaggio di copertina Jasper Morrison Designer inglese.

Nel maggio del 2017 nasce il primo numero Spagnolo, pubblicato dal quotidiano El Pais, vede come direttore Lucas Arraut.

## Diffusione
La rivista è presente sui canali di comunicazione off-line, con una pubblicazione periodica che conta dieci numeri all'anno e una diffusione di 185 000 copie (dati del Editore nell'anno 2018).
Icon Design ha sfoglio digitale disponibile su iPad, Kobo, Arc, Tablet Android e Amazon Kindle.
La rivista viene distribuita nelle principali città e negli aeroporti internazionali del Brasile, Cina, Corea del Sud, Francia, Germania, Giappone, Hong Kong, Regno Unito, Spagna, Stati Uniti e Taiwan.

## Contenuti
Icon Design affronta principalmente temi di architettura e design come punto di partenza per un collegamento con altre discipline come la moda, l'arte e la tecnologia.
La rivista si come pone obiettivo editoriale mostrare e evidenziare le grandi innovazioni di settore, sia da parte dei grandi personaggi internazionali e sia a nuovi talenti, che difficilmente il pubblico potrebbe scoprire. Affronta i temi del settore attraverso i suoi protagonisti, infatti ogni edizione ospita le storie di uno o due personaggi che si sono distinti nelle discipline trattate dalla rivista, attraverso interviste e approfondimenti, presenta i racconti degli architetti e designer permettendo al lettore di scoprire sia le opere e prodotti da loro realizzati, ma anche le idee, le emozioni e gli obiettivi dei loro autori.

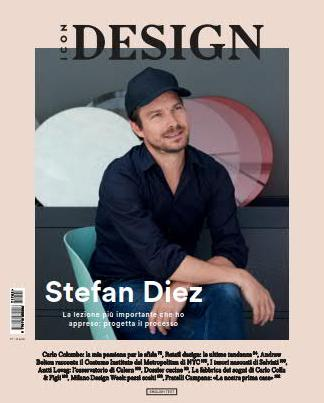
Copertina Icon Design del maggio 2017 personaggio di copertina Stefan Diez.

Per le sue copertine la rivista presenta icone del architettura internazionale o personaggi del mondo del design e dell'arte.

### Rivista cartacea
La rivista cartacea si compone di circa 250 pagine, comprensive degli spazi pubblicitari. Pubblicazioni e foto che raccontano, attraverso articoli dedicati e speciali, personaggi e notizie in merito al design, architettura, eventi e tecnologie.

#### Culture Club
Una selezione di prodotti, curiosità e eventi legati all'architettura, all'arte e nuovi progetti. Una sezione della rivista che si articola in sotto sezioni come Prodotti, Sfumature, Novità, Cultura, Materiali e In agenda.
Come per la rivista Panorama Icon, all'interno della sezione Culture Club sono dedicate due pagine ai libri consigliati da Book Club.

#### Cover Story
Approfondimento sui protagonisti scelti per l'edizione, scegliendo tra designer e architetti che si sono distinti con idee e progetti innovativi

#### Studio visit
Una sezione dedicata alle interviste fatte ai protagonisti delle edizioni

#### The Doorbell
Una sezione dedicata ai progetti più innovativi e creativi, con approfondimenti, foto e maggiori dettagli

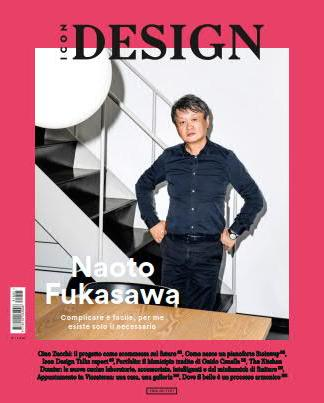
Copertina Icon Design di giugno 2018 personaggio di copertina Naoto Fukasawa.

Oltre alle sezioni,Dating, Still life, e Portfolio, dedicate alle interviste fatte ai protagonisti delle edizioni

### Sito web
Si suddivide nelle sezioni:
- News
- Products
- Places
- Storytelling
- Milano Design Week
- Icon Design Talks
- Video

## Direttori
- Michele Lupi (dal 2015 a novembre 2018)
- Andrea Tenerani (dicembre 2018)[16]
- Annalisa Rosso (da gennaio 2019)[2]